# Чхиквишвили, Вениамин Григорьевич
Вениамин (Бения) Григорьевич Чхиквишвили (груз. ბენიამინ გრიგოლის ძე ჩხიკვიშვილი, 15 января 1880, Саквавистке, Чохатаурский муниципалитет — 1924, Суздаль, Владимирская губерния) — русский революционер грузинского происхождения, социал-демократ, грузинский политик, агроном. Член Учредительного собрания Грузии (1919—1921). Градоначальник Тифлиса (1919—1920).

## Биография

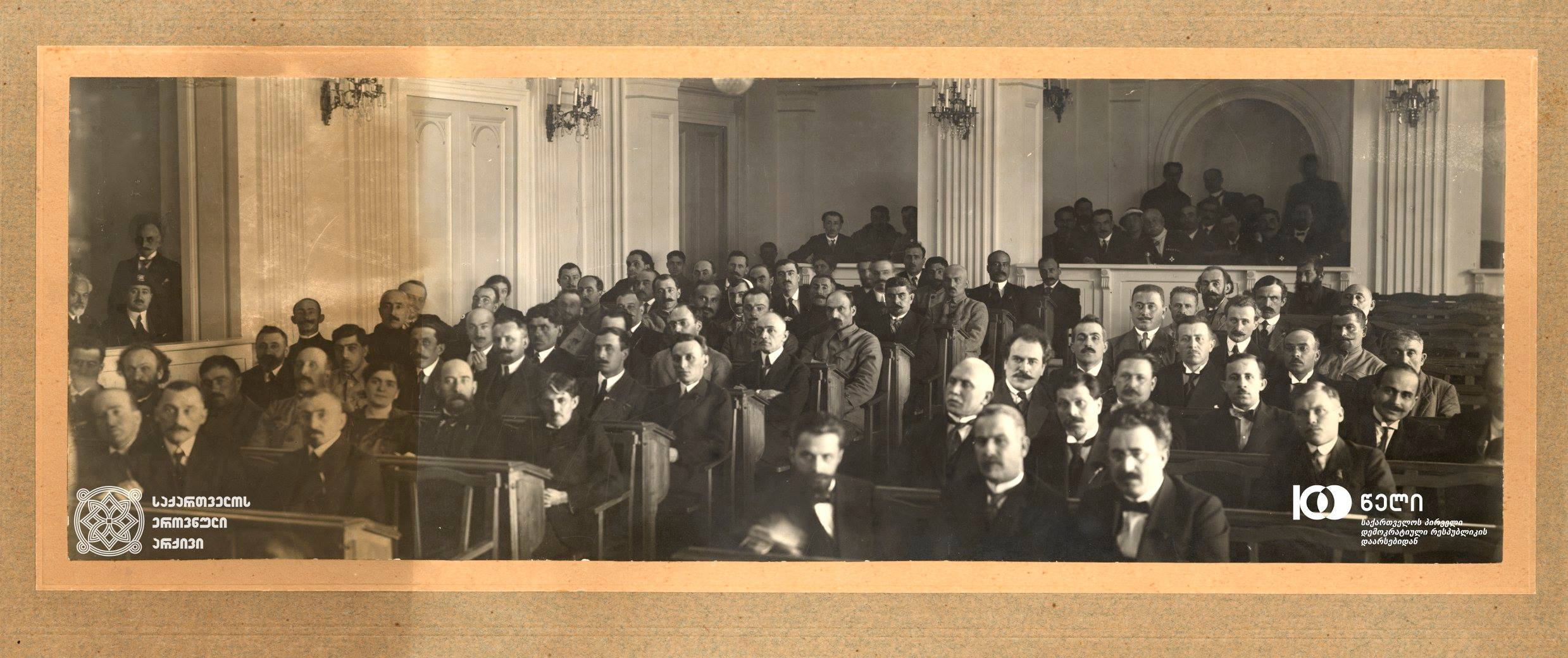
Первое заседание Учредительного собрания Грузии, Тифлис, 12 марта 1919 года. Чхиквишвили — правая сторона, предпоследний ряд, крайний слева

Родился в бедной семье. Окончил Чохатаурскую школу. Во время учёбы в Кутаисской сельскохозяйственной школе познакомился с социал-демократической идеологией, участвовал в нелегальных студенческих кружках из-за чего в 1900 году его исключили из выпускного класса.
Начал работать на одном из заводов в Батуме. В 1901 году стал членом РСДРП. Четыре месяца спустя он был вынужден покинуть город из-за полицейского надзора. В 1901—1902 годах работал учителем в одной из приходских школ в Самегрело, вёл партийную пропаганду среди крестьян. В 1902 году в Кутаиси были организованы курсы для учителей Кутаисской приходской школы, где Чхиквишвили распространял нелегальные газеты, призывая поддержать начавшееся в Гурии крестьянское движение и способствовать его распространению в других районах. Член Общества по распространению грамотности среди грузин.
Депутат Второго съезда РСДРП, впоследствии — один из лидеров грузинских меньшевиков.
Работал в Чиатуре на марганцевой шахте, участвовал в партийной работе. Осенью 1903 года был приглашён во вновь образованный Батумский комитет РСДРП. Как хороший оратор он оказывал большое влияние на рабочих, избегал вступать в дебаты по религиозным вопросам, хотя ему приходилось выступать против церковного налога.
В 1903 году в Батуми был сформирован комитет РСДРП Гурии, и Чхиквишвили стал его членом. 9 марта 1903 года он провёл большую демонстрацию рабочих. Перед началом русско-японской войны он организовал выступление против запланированной правительственно-патриотической демонстрации в Батуми и фактически сорвал действия правительства, заставив вступить в конфликт полицию. После этого ему стало невозможно оставаться в Батуми, он переехал в Тифлис, где несколько недель был членом комитета РСДРП. Руководил группой типографов и пропагандистов. В декабре 1904 года был арестован и отправлен в Батуми за организацию незаконного печатного производства.
Освобожденный в 1905 году, он поселился в Гурии и стал там одним из лидеров революционного движения. Он был против вооружённого столкновения у Насакирала, как бессмысленного кровопролития, но возглавил борьбу после принятия решения о восстании. После провозглашения Гурийской республики он стал её руководителем. В 1905 году Городской совет Озургети был распущен, а созван Временный парламент Гурии. На выборах Чхиквишвили получил 958 голосов из 970. Его называли «президент Гурии» и «король Гурии».
После поражения революции Чхиквишвили не покинул Гурию и продолжал работать нелегально, вскоре его арестовали. В 1908 году он был приговорён к четырём годам каторги в Сибири, в Иркутске. Он был освобождён в 1912 году и жил в ссылке в Сибири до 1917 года, давал частные уроки, работал агрономом в кооперативных организациях.
Вернулся в Грузию в 1917 году, после Февральской революции, работал пропагандистом.
После провозглашения Демократической Республики Грузия в 1917—1918 годах он занимал пост главы города Сухуми. 30 сентября 1917 года был избран в Сухумский райком, в ноябре 1917 года — делегатом на съезд вместе с Акакием Чхенкели и Валико Джугели. Возглавил Сухумский Совет рабочих и солдатских депутатов.
После восстания большевиков в Лечхуми и Самегрело назначен комиссаром Кутаисской губернии и руководил восстановлением демократического порядка в Западной Грузии. После был направлен в Абхазию. В 1919 году избран членом Учредительного собрания Грузии. В 1920 году после присоединения к Грузии Батумского района был назначен генерал-губернатором района.
Чхиквишвили планировал провести аграрную реформу в районе, но его план провалился, и он подал в отставку. В феврале 1921 года он был назначен генерал-губернатором Восточной Грузии, в марте 1921 года он — заместитель министра внутренних дел. После советизации Грузии в 1921 году эмигрировал в Стамбул с другими членами правительства, оттуда во Францию, а затем на короткое время в Германию. Во Франции он вместе с Николаем Джакели на деньги грузинского правительства в изгнании приобрёл в деревне Левиль-сюр-Орж земельный участок и охотничий дом, в котором разместились грузинские политические эмигранты с семьями. В дальнейшем участок и здание (в некоторых источниках называемое "замком") стали центром работы грузинского правительства в изгнании.
В мае 1924 года, несмотря на болезнь легких, вернулся в Грузию вместе с Валико Джугели, Григолом Цинцабадзе, Василом Нодия, Виктором Центрадзе.
Активный участник подготовки вооруженного восстания против советской власти в Грузии в августе 1924 года, обещал помощь французского правительства. Однако накануне восстания, 25 июня, он был арестован на квартире Александра Ландии. На допросах утверждал, что планировал переехать в Чехословакию на сельскохозяйственную ферму и прибыл в Грузию, чтобы забрать членов семьи. 30 июля адвокат Чхиквишвили просил назначить ему меру пресечения — пять лет лагерей. Однако после начала восстания, 30 августа, ОГПУ Грузии постановила расстрелять 44-х участников восстания, в том числе 11 членов Учредительного собрания.
Расстрелян. Место захоронения не известно.
Члены семьи Чхиквишвили не эмигрировали и остались в Тбилиси, жена умерла в 1936 году, средний ребенок убит, дочь умерла, старший сын воспитывался у родственников, окончил медицинский институт. Внук — Темур Чхиквишвили — скульптор, заведующий отделом скульптуры в Академии художеств.